# Фјано (Перуђа)
Фјано (итал. Fiano) је насеље у Италији у округу Перуђа, региону Умбрија.
Према процени из 2011. у насељу је живело 9 становника. Насеље се налази на надморској висини од 902 м.